# Gizella Varga Sinai
Gizella Varga Sinai (* 1944 in Ungarn) ist eine ungarisch-iranische Malerin und Mitbegründerin der Künstlergruppe DENA, in der sich 12 weibliche iranische Künstler zusammengeschlossen haben.

## Leben
Gizella Varga studierte Kunsterziehung an der Akademie für Angewandte Kunst in Wien und kam danach 1967 in den Iran. Für ihre Schaffenszeit im Iran gibt sie sechs künstlerische Perioden an:
1. Vom Westen in den Osten (1968–1977)
2. Blinde Puppen (1980)
3. Echo der Stille (1986)
4. Der Süden und seine Masken (1999)
5. Bilder und Wände (1989, 2003, 2005)
6. Reisetagebuch - Safar Nameh (2005)

Lehrerfahrung
- Moaser Studio (1981–87)
- Deutsche Schule Teheran (1986–2003)
- Organisation und Durchführung von Workshops im Iran und im Ausland (seit 2003)

Gizella Varga Sinai ist eine Ehefrau von Khosrow Sinai, einem iranischen Regisseur. Zusammen mit Farah Ossouli gründete sie 2001 die Künstlergruppe DENA, in der sich 12 iranische Malerinnen zusammengeschlossen haben. Die Gruppe hatte bereits mehrere internationale Ausstellungen, u. a. auch in Deutschland.

## Ausstellungen (Auswahl)
- Meeting point (Gruppenausstellung, Joszef Attila Klub, Budapest, 2010)[4]
- Seen Art Gallery Teheran (Einzelausstellung, 2010)[5]
- Ludwig Museum Koblenz (Gruppenausstellung, 2005)[6]
- Homa Art Gallery Teheran (Einzelausstellung, 2005)
- Aria Gallery Teheran (Einzelausstellung, 1999)
- Cultural Center New York (Gruppenausstellung, 1991)
- Golestan Gallery Teheran (Einzelausstellungen, 1989, 1992, 1994, 1995)
- Aai Galerie Wien (Einzelausstellung, 1980)
- Khaneh Aftab Gallery Teheran (Einzelausstellung, 1977)
- Lautrec Gallery Teheran (Einzelausstellung, 1975)
- Iran-America-Society Teheran (Einzelausstellung, 1973)
- Modern Art Gallery Teheran (Einzelausstellung, 1968)